# Soul Blazer
Soul Blazer é um jogo eletrônico do estilo RPG/Ação, lançado para o console Super Nintendo Entertainment System. Foi desenvolvido pela japonesa Quintet, e publicado no Japão pela Enix como Soul Blader em 31 de janeiro de 1992, e como Soul Blazer na América do Norte em 27 de novembro de 1992 e depois na Europa, em 27 de janeiro de 1994.
Seu enredo e jogabilidade seguem os moldes de ActRaiser, jogo anterior da mesma companhia, além disso, é considerado por fãs como o primeiro jogo de uma trilogia que consiste em Soul Blazer, Illusion of Gaia e Terranigma, isso se deve pelo fato de haver muitas semelhanças no estilo desses jogos, partindo do ponto que todos retratam uma história fictícia sobre a criação do mundo, além de outras similaridades. Apesar disso, oficialmente, esses três jogos não são reconhecidos como uma trilogia.

## Jogabilidade
No papel de um guerreiro divino, o jogador deve matar todos os monstros possíveis em ordem para reconstruir as cidades que foram destruídas. Soul Blazer possui um total de 6 estágios, e cada estágio é dividido em 2 etapas, que são a etapa da Ação e da Cidade.
- Etapa da Ação: O objetivo é destruir todos os covis de monstros, dessa forma, as almas das criaturas serão revividas e mudanças ocorrerão nas cidades
- Etapa da Cidade: O objetivo é falar com todas as criaturas libertadas e solucionar os enigmas para poder progredir no jogo.

Essas duas etapas podem ser executadas livremente em todo o momento que o jogador quiser, mesmo após ter derrotado o chefe de algum estágio ou ter conseguido acesso para outros estágios, dessa forma, é possível desvendar todos os segredos do jogo.
Com o tempo, o jogador terá um arsenal de armas, armaduras e magias à sua disposição, e após passar por todos os 6 estágios, o “Mundo do Mal” se revelará para o confronto final com Deathtoll.

## Enredo

### Cenário
Soul Blazer passa-se no fictício Império Freil, governado pelo Rei Magridd, em seu território existem 6 cidades, que constituem os 6 estágios do jogo. Vários seres habitam esse império, como humanos, animais, sereias e espíritos.
- Vale Gramado: A primeira cidade onde o jogador é enviado. É a cidade onde vivia um cientista e pintor chamado Dr. Leo (alusão a Leonardo da Vinci), sua filha Lisa mora nessa cidade.
- GreenWood: Uma floresta habitada por animais. Uma lenda local diz que a floresta foi criada por um cão chamado Turbo, no intuito de oferecer proteção e serenidade para todos os animais.
- S. Elles: Uma antiga cidade nas profundezas do oceano. Dizem que essa cidade era um majestoso templo oceânico, protegido por quatro estátuas de sereias.
- Lar do Espírito da Montanha: Nas gélidas entranhas dessa montanha, existe uma cidade de espíritos. Apesar desses espíritos possuírem uma vida extremamente curta, eles aproveitam-na ao máximo.
- Laboratório do Dr. Leo: É uma imensa e misteriosa casa bem no meio do deserto. O gênio Dr. Leo foi confinado nela pelo Rei Magridd, e forçado a construir uma máquina que poderia invocar o Rei do Mal.
- Castelo Magridd: Essa é a fortaleza do tirano Rei Magridd. Ela também serviu como local para o encontro entre o Rei do Mal, Deathtoll, e o Rei Magridd. Após isso, o castelo foi demolido, e hoje, não há nem sinal do Rei ou de qualquer um dos seus súditos.

### História
O Rei Magridd, soberano do Império Freil, é um homem ganancioso. Seu único desejo é possuir todo o dinheiro do mundo. Um dia, o Rei ficou sabendo a respeito de um homem chamado Dr. Leo, considerado um verdadeiro gênio. Repentinamente, uma ideia veio em sua mente: "Talvez eu possa obter a maior riqueza do mundo realizando um pacto com o Rei do Mal". Então, Dr. Leo foi aprisionado pelo Rei e ordenado a construir uma máquina para invocar Deathtoll. Mesmo sendo algo contra a sua vontade, não era uma tarefa difícil para Dr. Leo. Quando Deathtoll foi invocado, o Rei contou-lhe que o que ele queria, mais do que tudo, era obter a maior riqueza do mundo. Então, Deathtoll fez uma proposta: "A vida de uma criatura em troca de uma peça de ouro". A proposta foi aceita, e desse dia em diante, todas as criaturas começaram a desparecer. Cada uma delas tornou-se um súdito de Deathtoll ou foram banidas para covis de monstros.

### Personagens
- O Herói: Em um raio de luz, esse guerreiro divino desceu na Terra ao comando do Mestre para reviver todas as criaturas do Império Freil e por final derrotar Deathtoll. Habilidoso na arte da espada e da magia, ele contará com vários espíritos que também já viveram nos céus para auxiliá-lo em sua jornada. Ele também possui a capacidade de falar com qualquer tipo de criatura, desde plantas até animais.
- O Mestre: Entidade superior, soberano dos Céus e da Terra, que encarregou você de restaurar o Império Freil em sua forma original. Através do seu templo, o herói pode restaurar suas forças e salvar o progresso do seu jogo, assim como transportar-se para portais da mesma cidade ou de outras cidades.
- Lisa: Filha única do Dr. Leo. Desde que seu pai foi capturado, ela mora sozinha no Vale Gramado. Ela costuma cuidar dos animais da cidade, e tem um grande papel sentimental na jornada do herói.
- Dr. Leo: O inventor do Império Freil e pai de Lisa. Ele foi aprisionado pelo Rei Magridd para construir uma máquina capaz de invocar o Rei do Mal, Deathtoll. Além de cientista e pintor, Dr. Leo possui vários animais e brinquedos de estimação espalhados pelo império.
- Rei Magridd: Soberano do Império Freil, um homem ganancioso que faz de tudo em nome da sua fortuna. Foi o responsável por chamar o Rei do Mal e oferecer criaturas em troca de peças de ouro. Graças a isso, ele mesmo encontra-se desaparecido, talvez vítima de sua própria ganância.

## Trilha sonora
No mês seguinte ao seu lançamento no Japão, a gravadora Apollon lançou a trilha sonora oficial de Soul Blader. As músicas são compostas por Yukihide Takekawa, compositor de vários jogos e animes. O CD possui um total de 21 faixas, sendo que a última é cantada.
| Faixas         |                             |                                    |         |  |
| N.º            | Título                      | Tradução                           | Duração |  |
| 1.             | "地上へのいざない"          | Convite para a Terra               | 3:06    |  |
| 2.             | "神のほこら"                | Pequeno Santuário de Deus          | 3:13    |  |
| 3.             | "Lonely Town"               | Cidade Solitária                   | 1:44    |  |
| 4.             | "採掘場"                    | As Minas                           | 3:11    |  |
| 5.             | "Into the dream"            | Dentro do Sonho                    | 2:30    |  |
| 6.             | "悪魔の世界"                | Mundo dos Demônios                 | 2:15    |  |
| 7.             | "Lively Town"               | Cidade Vívida                      | 1:55    |  |
| 8.             | "World of Soul Blader"      | Mundo de Soul Blader               | 3:23    |  |
| 9.             | "ロストサイトの沼地"        | O Pântano Perdido                  | 2:22    |  |
| 10.            | "朽ち果てた神殿"            | Um Templo em Ruínas                | 2:51    |  |
| 11.            | "セントエルズの海底"        | As Profundezas do Mar de S. Elle's | 2:32    |  |
| 12.            | "離れ島"                    | Ilha Solitária                     | 2:46    |  |
| 13.            | "レイノール氷原"            | Os Gélidos Campos de Lanoyle       | 3:14    |  |
| 14.            | "レオの研究所"              | Laboratório de Leo                 | 2:41    |  |
| 15.            | "マグリッド城"              | Castelo Magridd                    | 2:21    |  |
| 16.            | "幻惑の空間"                | Espaço Deslumbrante                | 2:49    |  |
| 17.            | "解放への戦い"              | A Batalha pela Libertação          | 1:15    |  |
| 18.            | "魔王デストール"            | Senhor das Trevas Deathtoll        | 3:07    |  |
| 19.            | "平穏な日々"                | Dias Pacíficos                     | 3:04    |  |
| 20.            | "恋人のいない夜"            | Uma Noite sem Amantes              | 3:03    |  |
| 21.            | "恋人のいない夜 (ボーカル)" | Uma Noite sem Amantes (Vocal)      | 4:44    |  |
| Duração total: | Duração total:              | Duração total:                     | 58:06   |  |

## Curiosidades
Soul Blader/Blazer foi o 2º jogo a ser lançado pela Enix para SNES, tanto no Japão quanto na América do Norte. Aproveitando a excelente recepção do jogo anterior, ActRaiser, o jogo utilizou a mesma engine gráfica, além do enredo semelhante, mas não obteve o mesmo sucesso do antecessor.
O jogo The Granstream Saga, lançado para Playstation, foi desenvolvido pela Shade, empresa fundada por ex-membros da Quintet. O jogo é conhecido como um "sucessor espiritual" de Terranigma (3º jogo da trilogia), pois segue os mesmos conceitos da série, apesar disso, não é reconhecido como o quarto jogo de uma possível tetralogia, pelo fato de não ter sido lançado pela Enix como os jogos anteriores.
O primeiro chefe de Soul Blazer, Metal Mantis, reaparece em Illusions of Gaia como um chefe ao coletar todos os 50 Red Jewels, que são itens coletáveis obtidos ao redor de todo jogo.